# Втрати силових структур внаслідок російського вторгнення в Україну (квітень 2023)
У статті наведено список втрат українських військовослужбовців у російсько-українській війні за квітень 2023 року (включно).

## Список загиблих за квітень 2023 року
| Почесний громадянин міста Тернополя |

| Орден «За мужність» ІІІ ступеня | Знак «За заслуги перед містом» (Кривий Ріг) |

| Почесний громадянин міста Тернополя |

| Почесний громадянин міста Тернополя |

| Почесний громадянин міста Тернополя |

| Почесний громадянин міста Тернополя |

| Почесний громадянин міста Тернополя |